# Rethera albocingulata
Rethera albocingulata är en fjärilsart som beskrevs av Bang-haas 1935. Rethera albocingulata ingår i släktet Rethera och familjen svärmare. Inga underarter finns listade.